# 斯洛博達 (奧夫魯奇區)
51°31′25″N 28°35′18″E / 51.52361°N 28.58833°E
斯洛博達（烏克蘭語：Слобода），是烏克蘭北部的村莊，隸屬日托米爾州的科羅斯滕區。該村面積0.56平方公里，海拔高度153米，2001年人口189，人口密度每平方公里335.11人。